# Passiflora pulchella
Passiflora pulchella är en passionsblomsväxtart som beskrevs av Carl Sigismund Kunth. Passiflora pulchella ingår i släktet passionsblommor, och familjen passionsblomsväxter. Inga underarter finns listade i Catalogue of Life.